# 哈利茨凯
49°48′10″N 24°45′56″E / 49.80278°N 24.76556°E
哈利茨凯（烏克蘭語：Галицьке），2024年9月前名为切爾沃内（烏克蘭語：Червоне），是烏克蘭的村落，位於該國西部利沃夫州，由佐洛奇夫區佐洛奇夫市镇負責管轄，始建於1370年，面積2.77平方公里，海拔高度265米，2024年人口≈1,500，人口密度每平方公里627.21人。
2024年9月19日，乌克兰最高拉达将此村的名字改为哈利茨凯。